# Трошкін Володимир Андрійович
Володимир Андрійович Трошкін (нар. 2 серпня 2004) — український хокеїст. Переможець III зимових юнацьких Олімпійських ігор 2020 в хокеї 3*3.

## Біографія
Учень Броварського вищого училища фізичної культури. Перший тренер — Олександр Мнікін.

## Спортивна кар'єра
Переможець всеукраїнських змагань із хокейної майстерності 2019 р.
Переможець III зимових юнацьких Олімпійських ігор 2020 з хокею 3*3 зі змішаною командою «Green».